# Jeanne Theoharis
Jeanne Theoharis es una politóloga estadounidense y profesora de  Ciencia Política en la Universidad de Brooklyn.
Graduada por la Universidad de Harvard y por la Universidad de Míchigan, es hija de Athan Theoharis. Su ensayo The Rebellious Life of Mrs. Rosa Parks ganó el Premio  NAACP Image de 2014 y el Premio Letitia Woods Brown de la  Asociación de Historiadoras Negras.